# Johann Michael Holzhey

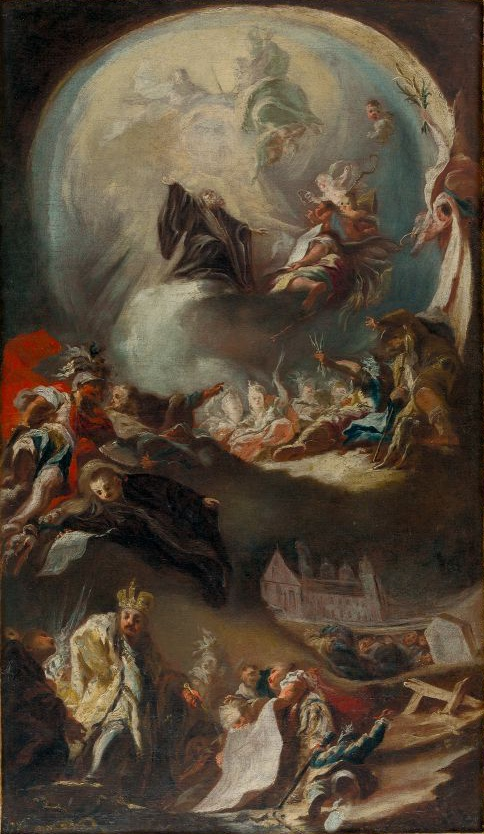
Johann Michael Holzhey: Die Stiftung des Benediktinerklosters in Isny, 1757

Johann Michael Holzhey (* 10. April 1729 in Grönenbach; † 30. Januar 1762 in Riedlingen) war ein deutscher  Maler und Freskant. Seine Werke sind unter anderem in der Klosterkirche St. Georg in Isny zu finden.

## Leben
Johann Michael war der Sohn des aus Grönenbach stammenden Caspar Holzhey und dessen aus dem Ortsteil Seefeld stammenden Ehefrau Maria, geborene Graff. Er wurde am 10. April 1729 in der Stiftskirche St. Philipp und Jakob in Grönenbach getauft. Über die Jugend- und Lehrzeit Holzheys ist nichts Näheres bekannt, es ist zu vermuten, dass er bereits in recht jungen Jahren nach Kempten ging. Dort war Franz Georg Hermann im Auftrag der Fürstäbte beschäftigt. Bekannt ist, dass Holzhey für dessen Sohn Franz Ludwig Hermann 1752 als Gehilfe bei der Ausmalung der Bibliothek in der Benediktinerabtei St. Peter im Schwarzwald tätig war. Die Arbeiten in der Bibliothek wurden im Dezember 1752 abgeschlossen, worauf beide nach Konstanz gingen. Aufgrund stilistischer Eigenheiten in den Werken von Holzhey ist davon auszugehen, dass er in Konstanz mit Franz Joseph Spiegler Kontakt hatte. Letzterer zog 1752 von Riedlingen nach Konstanz. Am 6. August 1754 immatrikulierte sich Holzhey an der Wiener Akademie. Dies geht aus dem Vermerk „Holzhey Joan. Michael ein Mahler von Grönenbach aus dem Kemptischen, dermahlen zu Nickelsdorff beym gemein Wirth“ hervor. Während seiner Zeit an der Wiener Akademie wurde diese vom Direktor Paul Troger geleitet, wovon seine späteren Werke beeinflusst wurden. Informationen über den weiteren Studienverlauf oder die Dauer seines Studiums sind nicht bekannt. Am 20. Mai 1757 erhielt Holzey von Abt Basilius Sinner den Auftrag, die Stiftskirche St. Georg in Isny auszumalen und die Gemälde im Refektorium zu schaffen. Im Protokollbuch der Abtei ist einige Tage später vermerkt, dass „Ihme vor die, nach obig beruhrten Riss angewiesene 12 Felder, und zu verfertigen habende Arbeit 800 fl nebst der Convent-Kost, zu entrichten; wonebst gleicher gestalten von denen Contrahenten referiert, und ausbedungen worden, daß hochlöbl. Gottshaus all erforderliches, es seyen Farben oder was immer es Nahmen haben möge, beyzuschaffen hätte.“ Das Bildprogramm der Fresken in der Kirche mit Szenen aus dem Alten und Neuen Testament wurde von einem Mitglied des Konvents vorgegeben. Die Fresken zeigen deutliche Anleihen in Bezug auf Komposition und Farbgebung der Werke von Paul Troger, Franz Joseph Spiegler, Felix Ivo Leicher und Franz Anton Maulbertsch. Der Aufbau der Figuren erinnert an die Werke von Franz Ludwig Hermann. Die Gemälde im Refektorium unterscheiden sich  völlig von denen in der Kirche. Das Bildprogramm zeigt in den drei großformatigen Darstellungen an der Decke die Rolle des Brotes im Neuen Bund sowie an den Wänden Szenen aus dem Leben des Ordensgründers Benedikt von Nursia, denen analoge Szenen aus dem Alten Testament gegenübergestellt sind. In diesen Bildern entwickelte Holzhey einen eigenen Stil, der auch seine zukünftigen Werke bestimmen sollte. Im Jahr 1757 oder 1758 trat Holzhey eine Italienreise an, wohin ihm am 17. Februar 1760 in Rom die letzte Rate seines Honorars aus Isny überwiesen wurde. Noch im gleichen Jahr, am 14. November 1760, wurde Holzhey in Riedlingen anlässlich einer Magistratsversammlung genannt. Diese befasste sich mit seinem Antrag „so [er] sich mit der verwittibten Simon Grammin gebohrene Brunnerin zu verheyrathen gedenket, als Bürger umb 400 fl mit Einschluß der Kosten auf- und angenommen zu werden.“. Zu der Anhörung musste Holzhey seine Geburtsurkunde, ein Führungszeugnis und einen Nachweis, kein Leibeigener zu sein, dem Magistrat vorlegen. Aufgrund dieser Nachweise und einer Zahlung von 385 Gulden wurde ihm das Bürgerrecht gewährt. Einen Tag später vermählte er sich mit Anna Maria Brunnerin. Am 30. Januar 1762 starb Johann Michael Holzhey im Alter von 32 Jahren. 
Holzhey stellte sich vermutlich selbst als Schankkellner im Abendmahlsbild des Refektoriums in Isny sowie als höfischer Stutzer im östlichen Fresko des Mittelschiffs in der Klosterkirche dar.

## Werke (Auswahl)
- Deckengemälde in der Klosterkirche St. Georg in Isny
- Decken- und Wandgemälde im Refektorium des Benediktinerklosters in Isny
- 14 Kreuzwegstationen in der römisch-katholischen Kirche St. Gallus in Gestratz